# بويان زيفكوفيتش
بويان زيفكوفيتش (10 نوفمبر 1981 في صربيا - ) هو لاعب كرة قدم صربي في مركز الوسط. لعب مع ملادوست لوتشاني ونادي ياغودينا وFK Polet Ljubić ‏ وFK Remont Čačak ‏ ونادي ميتالاك وبوراتس تشاتشاك ‏.

## وصلات خارجية
- بويان زيفكوفيتش على موقع قاعدة بيانات كرة القدم.إي يو (الإنجليزية)
- بويان زيفكوفيتش على موقع Soccerway.com (الإنجليزية)